# Tòa sơ thẩm châu Âu
Tòa sơ thẩm châu Âu (tiếng Anh, European General Court) có tên gọi chính thức là Tòa sơ thẩm (tiếng Anh, General Court), là một trong hai tòa thuộc Tòa án Công lý Liên minh châu Âu (tiếng Anh, Court of Justice of the European Union). Từ lúc được thành lập vào ngày 1 tháng 1 năm 1989 cho đến ngày 30 tháng 11 năm 2009, Tòa sơ thẩm châu Âu thường được nhắc tới dưới cái tên tiếng Anh Court of First Instance.

## Thẩm quyền
Tòa sơ thẩm châu Âu thụ lý các vụ tranh chấp giữa các bên có quốc tịch là thành viên của Liên minh châu Âu (như tranh chấp liên quan đến các bên từ chối thương hiệu được cấp bởi "Phòng cân đối hệ thống luật pháp phù hợp với thị trường chung Liên minh châu Âu" - "Office for Harmonization in the Internal Market", cơ quan phụ trách về thương hiệu và thiết kế thương hiệu của Liên minh châu Âu). Yêu cầu kháng án đối với một bản án của Tòa sơ thẩm châu Âu sẽ được gửi lên Tòa án Công lý châu Âu.
Việc thành lập Tòa án sơ thẩm châu Âu dựa trên nguyên tắc sơ thẩm và tái thẩm: Tất cả các vụ việc được thụ lý ở Tòa án sơ thẩm châu Âu đều có thể kháng án ở Tòa án Công lý châu Âu.
Với số lượng vụ việc liên tục gia tăng trong 5 năm trở lại đây, để giảm bớt khối lượng công việc mà Tòa án sơ thẩm châu Âu phải giải quyết, Hiệp ước Nice (có hiệu lực từ ngày 1 tháng 2 năm 2003) cho phép Tòa án sơ thẩm châu Âu thành lập các "ban pháp chế" (tiếng Anh, "judicial panels") tương đương với một tòa án sơ thẩm phụ trong một số lĩnh vực pháp lý đặc thù.
Ngày 2 tháng 11 năm 2004, Hội đồng châu Âu (tiếng Anh, " European Council", tránh nhầm lẫn "Hội đồng bộ trưởng châu Âu") đã thông qua quyết định thành lập Tòa án dịch vụ dân sự Liên minh châu Âu (tiếng Anh, "European Union Civil Service Tribunal"). Tòa án chuyên trách này bao gồm 7 thẩm phán sẽ chịu trách nhiệm thụ lý như một tòa án sơ thẩm phụ đặc trách những vụ việc liên quan đến luật Liên minh châu Âu về dịch vụ dân sự. Chỉ những vấn đề liên quan đến giải thích luật trong phán quyết của Tòa án dịch vụ dân sự Liên minh châu Âu có thể kháng cáo trước Tòa sơ thẩm Liên minh châu Âu. Phán quyết của Tòa sơ thẩm Liên minh châu Âu chỉ có thể kháng cáo trước Tòa án Công lý châu Âu. Tòa án dịch vụ dân sự Liên minh châu Âu bắt đồng hoạt động vào ngày 2 tháng 12 năm 2005.
Hiện tại, Liên minh châu Âu đang xem xét về việc thành lập Tòa án bằng sáng chế Liên minh châu Âu (tiếng Anh, "European Union Patent Tribunal").

## Cơ cấu tổ chức
Tòa án sơ thẩm Liên minh châu Âu bao gồm 27 thẩm phán và một ban thư ký. Mỗi quốc gia thành viên Liên minh châu Âu có tối thiểu một thẩm phán đại diện ở tòa. Các thẩm phán được chỉ định theo nhiệm kì 6 năm và có thể được tái bổ nhiệm thông qua sự nhất trí của chính phủ các quốc gia thành viên Liên minh châu Âu.
Các thẩm phán của Tòa án sơ thẩm Liên minh châu Âu bầu ra chủ tịch tòa.
Không giống như Tòa án Công lý châu Âu có 8 luật sư quốc gia phụ trách việc hỗ trợ giải thích luật cho tòa theo từng hệ thống luật đặc thù của các quốc gia thành viên, Tòa án sơ thẩm Liên minh châu Âu không có các luật sư quốc gia thường trực. Tuy nhiên, các thẩm phán có thể chỉ định phận sự cho các luật sư quốc gia trong một số ít vụ việc nhất định. Trên thực tế, việc này rất hiêm khi xảy ra.